# ETUDE 〜a Wish to the Moon〜
『ETUDE 〜a Wish to the Moon〜』（エチュード ア・ウィッシュ・トゥ・ザ・ムーン）は、久石譲の15thアルバム。2003年3月12日にユニバーサルミュージック / アイランド・レコードから発売された。

## 構成
全曲を通して、久石のソロピアノによる作品で、「月」をアルバムのモチーフとしており、ブックレットには各曲についての月にまつわるショートストーリーが掲載されている。タイトルの『ETUDE』が示す通り練習曲集となっており、全曲に技法上のテーマが設けられている。
久石は本作を『My Lost City』（1992年）と並ぶ自身の代表作と述べている。

## 制作
ピアノを用いたポップ・ミュージックでは、多くの場合は右手でメロディ、左手に和音（伴奏）というスタイルをとり、他の楽器と絡めて「もたせる」ことが多く、久石自身そうした楽曲を数多く作ってきたが、このような商業音楽の制約に抵抗を感じていたという。そこで、エチュード（練習曲）という形態を取り込むことで、半音階やスタッカートといったピアノの技法的な追及を行い、音と音との結びつきをより強固にし、一方で作曲の過程で思い浮かんだ世界をアルバムのコンセプトとして位置づけ、この二つを両軸に作品として形を残すことを意識しながら制作に取り組んだ。
本作の制作時はフィリップ・グラスのエチュードを参考によく聴いており、「ミニマル音楽ってこんなに自由でいいんだ」と感銘を受けたと述懐している。

## 収録曲
| 全作曲・編曲: 久石譲。 |                                        |           |            |                                                 |      |
| #                      | タイトル                               | 作詞      | 作曲・編曲 | 備考                                            | 時間 |
| 1.                     | 「Silence」                            |           | 久石譲     | 内声和音とオクターブのエチュード                | 4:33 |
| 2.                     | 「Bolero」(dedicated to Issac Albéniz) |           | 久石譲     | 同音連打、右手と左手の交差のエチュード          | 4:50 |
| 3.                     | 「Choral」                             |           | 久石譲     | 美しく和音を響かせるためのエチュード            | 2:50 |
| 4.                     | 「MoonLight」                          |           | 久石譲     | アルペジョのエチュード                          | 4:15 |
| 5.                     | 「MONOCHROMATIC」                      |           | 久石譲     | 半音階のエチュード                              | 2:35 |
| 6.                     | 「月に憑かれた男」                     |           | 久石譲     | スタッカートのエチュード                        | 3:39 |
| 7.                     | 「impossible Dream」                   |           | 久石譲     | 6度のエチュード                                 | 4:10 |
| 8.                     | 「夢の星空」                           |           | 久石譲     | 3度のエチュード                                 | 2:37 |
| 9.                     | 「Dawn Flight」                        |           | 久石譲     | 5/4拍子の激しいリズム、及び和音連打のエチュード | 6:17 |
| 10.                    | 「a Wish to the Moon」                 |           | 久石譲     | 同音連打の指替えとラグタイムビートのエチュード  | 3:58 |
| 合計時間:              | 合計時間:                              | 合計時間: | 39:44      |                                                 |      |

## 楽曲解説
1. Silence
  - 内声和音とオクターブのエチュード。
  - ダンロップ『VEURO』CM曲
2. Bolero  (dedicated to Issac Albéniz)
  - 同音連打、右手と左手の交差のエチュード
3. Choral 
  - 美しく和音を響かせるためのエチュード
4. MoonLight
  - アルペジョのエチュード
5. MONOCHROMATIC
  - 半音階のエチュード
6. 月に憑かれた男
  - スタッカートのエチュード
7. impossible Dream
  - 6度のエチュード
8. 夢の星空
  - 3度のエチュード
9. Dawn Flight
  - 5/4拍子の激しいリズム、及び和音連打のエチュード
10. a Wish to the Moon〜
  - 同音連打の指替えとラグタイムビートのエチュード。
  - キリンビール『一番搾り』CM曲[1]
  - キリンビール『樽生一番搾り』CM曲[1]